# Antrim GAA
Pour les articles homonymes, voir Antrim.
L’Antrim County Board of the Gaelic Athletic Association ou plus simplement Antrim GAA est une sélection de sports gaéliques basée dans la province de l’Ulster. Elle est responsable de l’organisation des sports gaéliques dans le Comté d'Antrim et des équipes qui le représente dans les rencontres inter-comtés.

## Histoire

### Football gaélique
Antrim fut, en 1911, le premier comté d'Ulster à disputer une finale de All Ireland, une performance répétée l'année suivante, malgré une défaite à chaque fois. 
L'équipe de football d'Antrim en 1946 était considérée comme l'une des meilleures de l'après-guerre, pratiquant un jeu de passes à la main avant-gardiste. Deux buts de Joe McCallin permirent à Antrim de battre Cavan en finale de l'Ulster cette année-là, avant de tomber face à Kerry en demi-finale du Championnat. 
L'ouverture du nouveau stade de Casement Park eut un effet positif sur la pratique et les résultats des équipes du comté, mais à partir de la fin des années soixante, les troubles politiques rejaillirent négativement sur les progrès des équipes de la région de Belfast. L'un des joueurs les plus prometteurs du comté, Din Joe McGrogan, auteur d'un but propulsant l'équipe U21 d'Antrim en finale du All-Ireland de la catégorie, fut tué lors d'un attentat à la bombe.
La finale d'Ulster disputée (et perdue) face au récent finaliste du all Ireland, Tyrone, en 2009, est l'un des derniers hauts faits du comté.
L’équipe de camogie d’Antrim est la plus glorieuse de toutes les équipes de sports gaéliques de la province. Elle a remporté à six reprises le championnat d’Irlande.

## Palmarès

### Football gaélique
- Dr. McKenna Cups : 6
  - 1941, 1942, 1945, 1946, 1966, 1981

#### All Stars
- Andy McCallin - 1971

### Hurling
- Championnat d'Irlande de hurling : 1
  - Christy Ring Cup (Div2) 2006
- Ligue nationale de hurling : 3
  - 1956 (Div 2)
  - 1970 (Div 2)
  - 2003 (Div 2)
- Walsh Cup : 1
  - 2008
- Ulster Senior Hurling Championship : 46 
  - 1900-01, 1903-05, 1907, 1909-11, 1913, 1916, 1924-31, 1933-40, 1943-49, 1989-91, 1993-94, 1996, 1998-99, 2002-07

#### All Stars
- 1988: C. Barr
- 1989: D.Donnelly, O. McFetridge
- 1991: T. McNaughten
- 1993: P. McKillen

### Camogie
- All-Ireland Senior Camogie Championships : 6
  - 1945, 1946, 1947, 1956, 1967, 1979